# Celastràcies
Les celastràcies (Celastraceae) són una família de plantes angiospermes de l'ordre de les celastrals (Celastrales), dins del clade de les fàbides, un subclade de les ròsides. Conté més de 1300 espècies, agrupades en 99 gèneres. Inclou espècies natives de les zones de climes temperats i especialment dels tropicals.

## Descripció
Són arbres, arbusts o lianes. Les fulles són simples, sovint serrades o crenades, amb estípules i amb una disposició oposada o alterna. Les flors, sovint verdoses, són actinomorfes i petites, hermafrodites o unisexuals. El calze és format per 4 o 5 sèpals i la corol·la per 4 o 5 pètals. A l'androceu hi pot haver entre quatre i cinc estams, el nombre és idèntic al de pètals, disposats de manera alterna amb els pètals, amb un nectari en forma de disc entre els estams. El gineceu consta d'un sol pistil amb un nombre de carpels entre 2 i 5 i un sol estil, l'ovari acostuma a ser súper, amb un nombre de lòculs igual al de carpels, que acostumen a contenir dos òvuls amb placentació axil·lar. Les flors s'agrupen en inflorescències axil·lars, que poden ser cimoses, racemoses, en tirs o fasciculades. El fruit pot ser una baia, una sàmara o una drupa, i les llavors sovint tenen arils.

## Taxonomia
Aquesta família va ser descrita per primer cop l'any 1814, amb el nom de Celastrinae, pel botànic escocès Robert Brown (1773-1858), a  l'apèndix General Remarks, geographical and systematical, on the Botany of Terra Australis publicat al segon volum de l'obra A voyage to Terra Australis, editada per Matthew Flinders (1774-1814).

### Gèneres
Dins d'aquesta família es reconeixen els 99 gèneres següents:
- Acanthothamnus Brandegee
- Allocassine N.Robson
- Anthodon Ruiz & Pav.
- Apatophyllum McGill.
- Apodostigma R.Wilczek
- Arnicratea N.Hallé
- Bequaertia R.Wilczek
- Brassiantha A.C.Sm.
- Brexia Noronha ex Thouars
- Brexiella H.Perrier
- Campylostemon Welw. ex Benth. & Hook.f.
- Canotia Torr.
- Cassine L.
- Catha Forssk. ex Scop.
- Celastrus L.
- Cheiloclinium Miers
- Crossopetalum P.Browne
- Cuervea Triana ex Miers
- Denhamia Meisn.
- Dicarpellum (Loes.) A.C.Sm.
- Dinghoua R.H.Archer
- Elachyptera A.C.Sm.
- Elaeodendron Jacq.
- Empleuridium Sond. & Harv.
- Euonymus L.
- Evonymopsis H.Perrier
- Fraunhofera Mart.
- Glyptopetalum Thwaites
- Goniodiscus Kuhlm.
- Gyminda (Griseb.) Sarg.
- Gymnosporia (Wight & Arn.) Hook.f.
- Hartogiopsis H.Perrier
- Haydenoxylon M.P.Simmons
- Hedraianthera F.Muell.
- Helictonema Pierre
- Hexaspora C.T.White
- Hippocratea L.
- Hylenaea Miers
- Hypsophila F.Muell.
- Kokoona Thwaites
- Lauridia Eckl. & Zeyh.
- Lepuropetalon Elliott
- Loeseneriella A.C.Sm.
- Lophopetalum Wight ex Arn.
- Lydenburgia N.Robson
- Macgregoria F.Muell.
- Marijordaania A.E.van Wyk & R.G.C.Boon
- Maurocenia Mill.
- Maytenus Molina
- Menepetalum Loes.
- Microtropis Wall. ex Meisn.
- Monimopetalum Rehder
- Mortonia A.Gray
- Mystroxylon Eckl. & Zeyh.
- Nicobariodendron Vasudeva Rao & Chakrab.
- Orthosphenia Standl.
- Parnassia L.
- Paxistima Raf.
- Peripterygia Loes.
- Peritassa Miers
- Plagiopteron Griff.
- Platypterocarpus Dunkley & Brenan
- Plenckia Reissek
- Pleurostylia Wight & Arn.
- Polycardia Juss.
- Pottingeria Prain
- Prionostemma Miers
- Pristimera Miers
- Psammomoya Diels & Loes.
- Pseudosalacia Codd
- Ptelidium Thouars
- Pterocelastrus Meisn.
- Putterlickia Endl.
- Quetzalia Lundell
- Reissantia N.Hallé
- Robsonodendron R.H.Archer
- Rzedowskia Medrano
- Salacia L.
- Salacighia Loes.
- Salaciopsis Baker f.
- Salvadoropsis H.Perrier
- Sarawakodendron Ding Hou
- Schaefferia Jacq.
- Semialarium N.Hallé
- Simicratea N.Hallé
- Siphonodon Griff.
- Stackhousia Sm.
- Tetrasiphon Urb.
- Thyrsosalacia Loes.
- Tontelea Miers
- Torralbasia Krug & Urb.
- Tripterococcus Endl.
- Tripterygium Hook.f.
- Tristemonanthus Loes.
- Trochantha (N.Hallé) R.H.Archer
- Wilczekra M.P.Simmons
- Wimmeria Schltdl. & Cham.
- Xylonymus Kalkman ex Ding Hou
- Zinowiewia Turcz.

### Sinònims
Els següents noms científics són sinònims  de Celastraceae:
- Brexiaceae Loudon
- Hippocrateaceae
- Malesherbiaceae
- Parnassiaceae Martinov